# نيكولاس هيسلين
نيكولاس هيسلين (بالفرنسية: Nicolas Hislen)‏ (11 فبراير 1983 في فرنسا - ) هو لاعب كرة قدم فرنسي في مركز الوسط. لعب مع نادي أرليه أفينيون ونادي لوريان ونادي مارتيغ ونادي موناكو.

## وصلات خارجية
- نيكولاس هيسلين على موقع قاعدة بيانات كرة القدم.إي يو (الإنجليزية)
- نيكولاس هيسلين على موقع عالم كرة القدم.نت (الإنجليزية)